# 佐々木家寿治
佐々木 家寿治（ささき かずじ / かじゅじ、1886年12月7日 - 1954年3月2日）は、日本の政治家。衆議院議員（2期）、宮城県知事（1期）。「百姓知事」と言われ県民の人気も高かった。

## 人物
宮城県出身。宮城県古川高等学校、盛岡高等農林学校農学科（現・岩手大学農学部）で学ぶ。
志田郡志田村（のち古川市、現大崎市）助役、同村長、同村会議員、宮城県会議員、同議長、同参事会員、志田村、志田郡、宮城県各農会長となる。
1930年、仙台市長選挙に立候補したが、市会（市議会）での得票数は4位に終わり、落選した。1932年2月の第18回衆議院議員総選挙に宮城県第1区から出馬して当選。1936年の第19回衆議院議員総選挙の再選時は投票のための買収があり、虚偽の約束手形を手に入れてそれに合わせた証言が行われた偽証証憑偽造偽造証憑使用教唆事件で1937年11月4日、大審院は上告棄却し佐々木は懲役4か月の実刑判決が確定。これにより正七位を失位、勲四等及び大礼記念章（大正/昭和）を褫奪された。
1946年、岡崎栄松、金森誠之、佐々木更三らが立候補し、初の公選で行われた仙台市長選に再び立候補するが、落選した。同年、宮城県志田郡を地盤とする元宮城県会（県議会）議長として、宮城地方党から第22回衆議院議員総選挙に立候補したが落選した。
1949年、宮城県知事に就任。1951年には、当時資金難にあった県内の商工業を救済することを考え、宮城県から4割を出資して振興無尽（現仙台銀行）を設立した。しかし、1952年、任期途中で辞職した。
1954年3月2日、肺気腫のため死去、67歳。死没日をもって勲四等瑞宝章追贈、正五位に叙される。墓所は、宮城県古川市（現在の大崎市）の養性寺にある。
このほか、古川農蚕具取締役社長、古川人造石工業、塩釜潜ヶ浦石材、仙台日東度量衡各監査役を務めた。